# Bert Appermont
Bert Appermont (Bilzen, 27 de diciembre de 1973) es un educador musical, director de orquesta, compositor y arreglista belga. También escribe bajo su seudónimo Robert Finn.

## Biografía
Estudió contrapunto, fuga, orquesta y dirección respectivamente con Jan Hadermann, Edmond Saveniers y Jan Van der Roost en el Instituto Lemmens de Lovaina. En 1998 completó allí sus estudios con un doble máster en educación musical y dirección HaFaBra (HArmonie, FAnfare and BRAss band music). Continuó sus estudios en la Bournemouth Media School en Inglaterra. Allí obtuvo una Maestría en Diseño Musical para Cine y Televisión, lo que le otorgó un amplio conocimiento de las técnicas de composición para musicales, cine y televisión.
Como educador musical participó activamente en varias escuelas y organizaciones. Fue profesor durante cuatro años en las escuelas de humanidades y música de Hasselt. También enseñó en la academia de música de Beverst. Actualmente enseña en la Katholieke Hogeschool Limburg y en las academias de música de Lanaken y Genk.
Bajo los impulsos de Jan Cober, aparece como director invitado de sus propias composiciones. También es invitado habitual a cursos y talleres en el país y en el extranjero. Como compositor, además de dos musicales, ha compuesto unas cien obras para coro, conjunto de música de cámara, orquesta de viento y orquesta sinfónica. También escribió una serie de canciones pop, música para teatro juvenil, colecciones de música con carácter pedagógico y música para niños, un medio con el que está muy familiarizado.
Appermont pertenece a una nueva generación de compositores belgas prometedores en el círculo de Jan Van der Roost. Es conocido por su técnica de instrumentación virtuosa y por componer hermosos temas. Muchas de sus obras se basan en leyendas, mitos o temas históricos, lo que le da a su música un impulso especial. Sus obras ahora se interpretan en más de 40 países y casi todas sus composiciones han sido grabadas en CD por orquestas de renombre de Japón, Suiza, Holanda, Dinamarca, Alemania, Italia, España y Bélgica.
Inspirándose en Johan de Meij (Sinfonía n.º 1 "El Señor de los Anillos") y Philip Sparke (Movimientos de Danza), compuso una sinfonía programática para orquesta sinfónica de viento, "Gilgamesh", en la que asigna un papel importante a cada instrumento de la orquesta. El estreno llamó mucho la atención, también en el mundo profesional, y da esperanzas de futuro a la banda de música para concierto. Todas sus obras están publicadas por la editorial musical belga BERIATO.

## Composiciones

### Obras para banda de concierto y orquesta de fanfarrias
- 1997 El despertar
- 1998 Colors para trombón para trombón y banda de concierto
  1. Yellow (Amarillo)
  2. Red (Rojo)
  3. Blue (Azul)
  4. Green (Verde)
- 2000 La mesa redonda
- 2000 Los viajes de Gulliver
  1. Liliput (Tierra de los Enanos)
  2. Brobdingnag (Tierra de los Gigantes)
  3. Laputa (La isla flotante)
  4. Los Houyhnms (Tierra de los Caballos)
- 2002 Jericó
  1. Años de exilio
  2. La batalla de Jericó
  3. Victoria
  4. Celebración
- 2003 
Sinfonía n.° 1 «Gilgamesh», para banda de concierto
- 2004 Egmont, poema sinfónico 
  1. La boda
  2. Felipe y Egmont
  3. Fatio Prudentia Minor
  4. Unidos contra España
- 2004 Ivanhoe
  1. Código de caballería
  2. Lealtad o amor
  3. Batalla y final
- 2005 Cantiphonia: Concierto para bombardino
  1. Contrasti
  2. Romance
  3. Fugato
- 2006 Rubicón
  1. Meditación
  2. Batalla de Farsalia
  3. Danza
- 2007 Saga maligna
  1. Detrás de la colina (Dolor)
  2. El tonto del pueblo (Risas)
  3. Dolor
  4. El tiempo vuela (Indiferencia)
  5. Dios en el cielo (remordimiento)
  6. Dies Irae (Esperanza/Desesperación)
- 2008 Theia - Göttin des Lichtes, para banda de concierto
  1. Sonnenaufgang über den Eifel Bergen
  2. Impresiones de Hunsrück
  3. Mondschein über der Mosel
- 2008 Mater Aeterna, oratorio para orquesta sinfónica de viento, coro y solistas
- A Celebrating Village para coro (ad. lib.) y banda de concierto
- Absalón
- El sueño olímpico
- Melodías centelleantes
- Coralia
- Fanfarria para un amigo
- Fantasia per la vita e la morte, para fanfarria orquesta
- Leonesse
- Prayer
- La búsqueda
- Saga Cándida
  1. Apertura
  2. Acusaciones
  3. Inocencia (Amor)
  4. Tango
  5. Sábado
  6. Muerte
  7. Transformación (Final)
- The Green Hill, para bombardino y banda de concierto
- Celtic Child, para coro de niños y banda de concierto
- Arca de Noé
  1. El mensaje
  2. Desfile de los animales
  3. La tormenta
  4. Canción de esperanza
- Rapunzel
  1. La bruja en el jardín
  2. rapunzel en la torre
  3. El príncipe en el bosque
  4. El fin
- La Era de Acuario
- Réquiem de Bruselas

### Misas y música sacra
- Ave verum, para coro mixto
- Missa Aeterna, para coro mixto, oboe (o: flauta o violín) y piano

### Teatro musical

#### Musicales
- 2002 Musical Seed of Satan para siete solistas, coro y orquesta sinfónica de viento

#### Música escénica
- De Jongen van Zee, para 2 actores y cuarteto de saxofones - texto: Ignace Cornelissen
- Luna van de Boom, para locutor, voz, piano, clarinete, flauta, bajo y percusión - texto: Cuento de hadas checo

### Obras corales
- Autocanon, para coro de niños
- Heijmano, para coro de niños y piano
- Ven a cantar, para coro de niños y piano

### Música de cámara
- Aurion, para clarinete y piano
- Fanfarria para un amigo, para conjunto de metales
- Impresiones, para clarinete y piano
- Little Rhapsody, para clarinete y piano
- Seaside Suite, para cuarteto de saxofones
- El prodigio, para cuarteto de cuerda

### Piano
- La hora más oscura